# Meliaba insignis
Meliaba insignis är en fjärilsart som beskrevs av Aurivillius 1910. Meliaba insignis ingår i släktet Meliaba och familjen nattflyn. Inga underarter finns listade i Catalogue of Life.